# Jardin Exotique et Botanique de Roscoff
De Jardin Exotique et Botanique de Roscoff is een exotische, botanische tuin in het Bretonse havenstadje Roscoff in Frankrijk. De tuin bevat meer dan 3500 soorten subtropische planten, verspreid over 1,6 hectare. De tuin is aangelegd om de 18 meter hoge granieten rots "Roc'h Hievec", waarvan de top via een trap met 78 treden te beklimmen is. Op de top is een uitkijkpunt met uitzicht over de Baai van Morlaix en der jacht- en veerhaven van Roscoff. Het terrein omvat ook een rotstuin, een moestuin, een vijver met kois en een koude tunnelkas van plasticfolie voor niet-winterharde cactussen, bollen en vetplanten.  De tuin werd in 1986 aangelegd op initiatief van Louis Kerdilès en Daniel Person naar een ontwerp van Alain Le Goff. Hij  wordt beheerd door de vereniging G.R.A.P.E.S. (Groupement  Roscovite des Amateurs de Plantes Exotiques Subtropicales) met zeven medewerkers. Elk jaar worden nieuwe plantensoorten aan de tuin toegevoegd en worden een- en meerjarige planten opnieuw ingezaaid. Door de luwte en de warmte van de rots en de buitengewone ligging direct aan zee heeft de tuin een mild microklimaat.

## Afbeeldingen

### Tuin

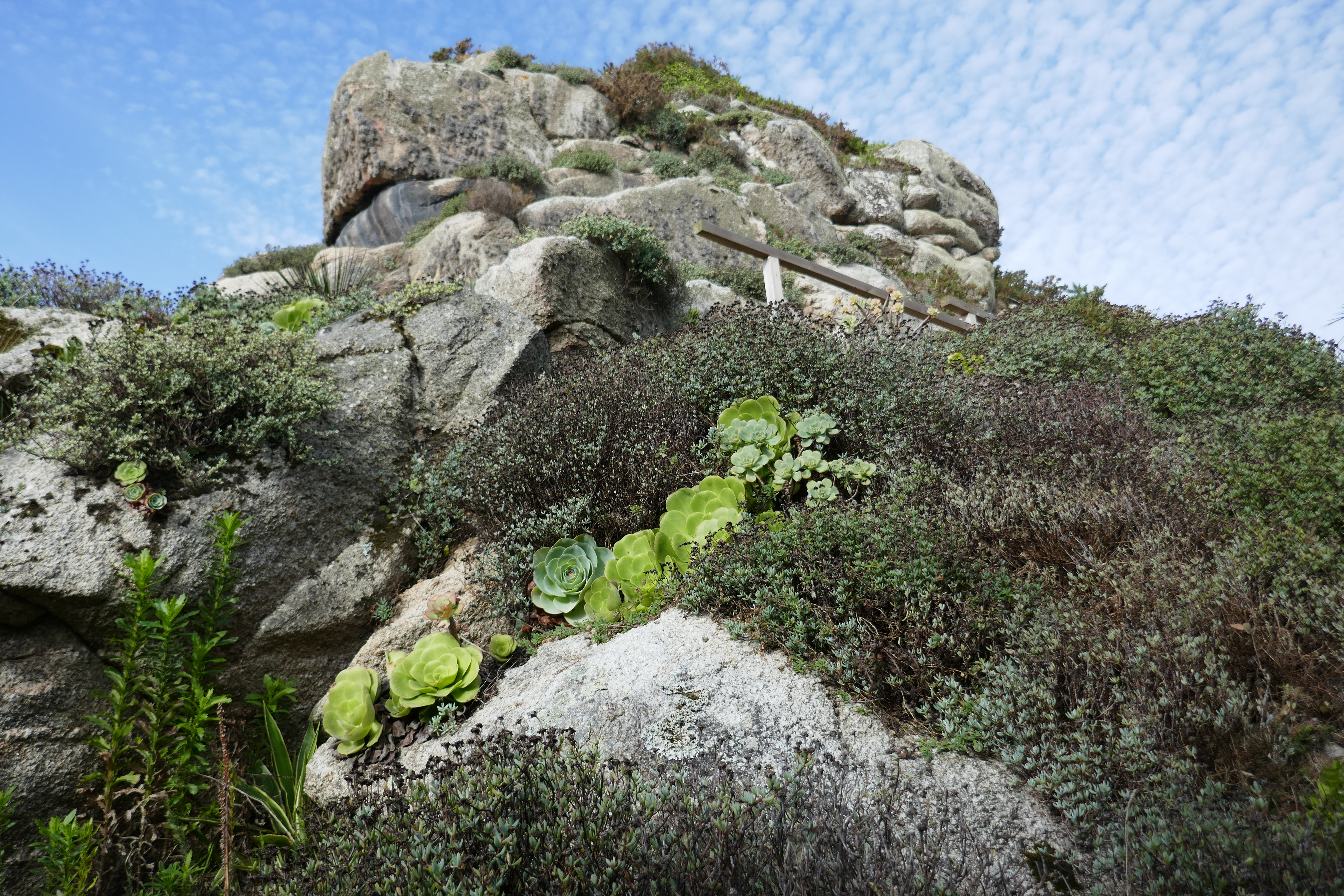
Roc'h Hievec
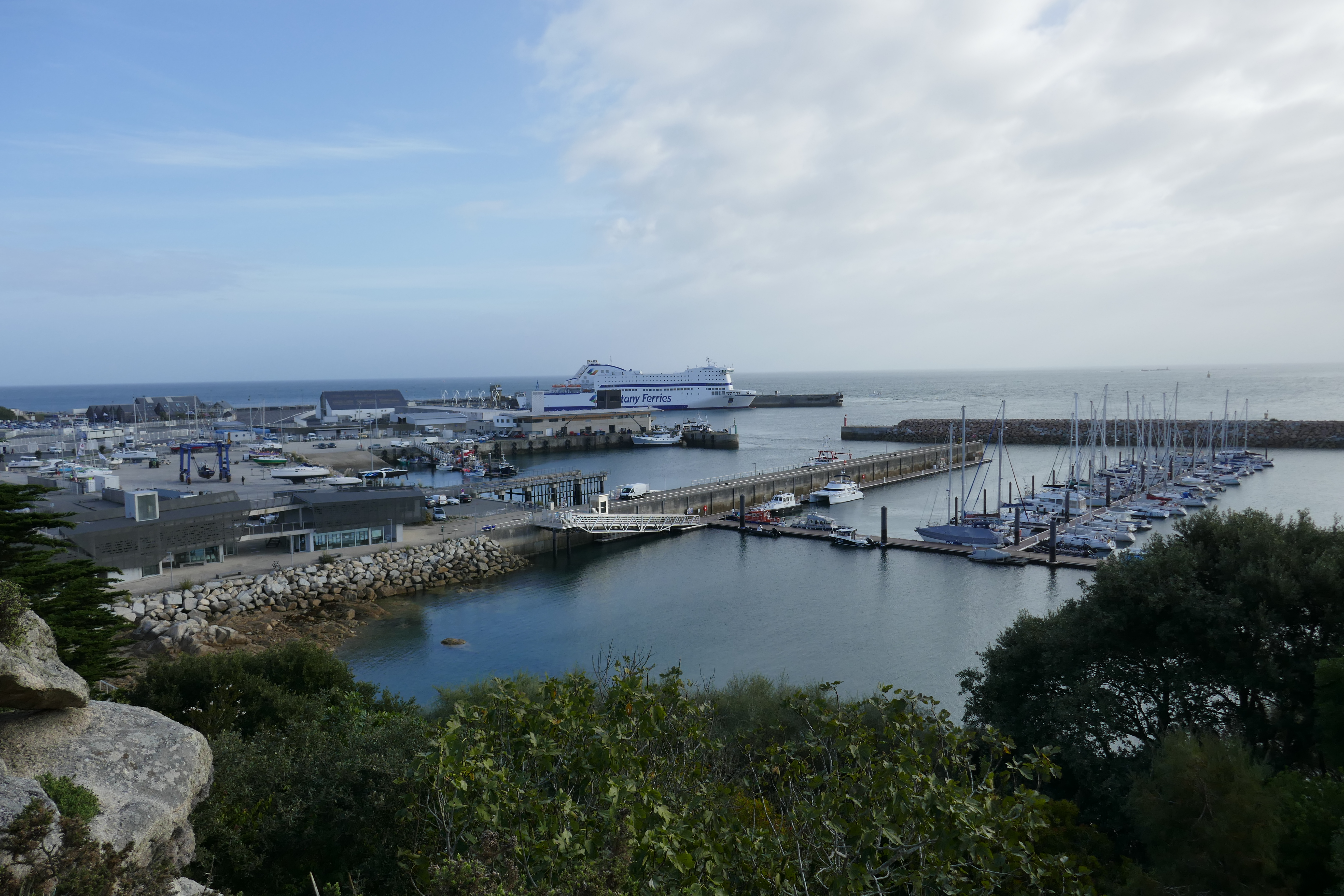
Uitzicht op de haven
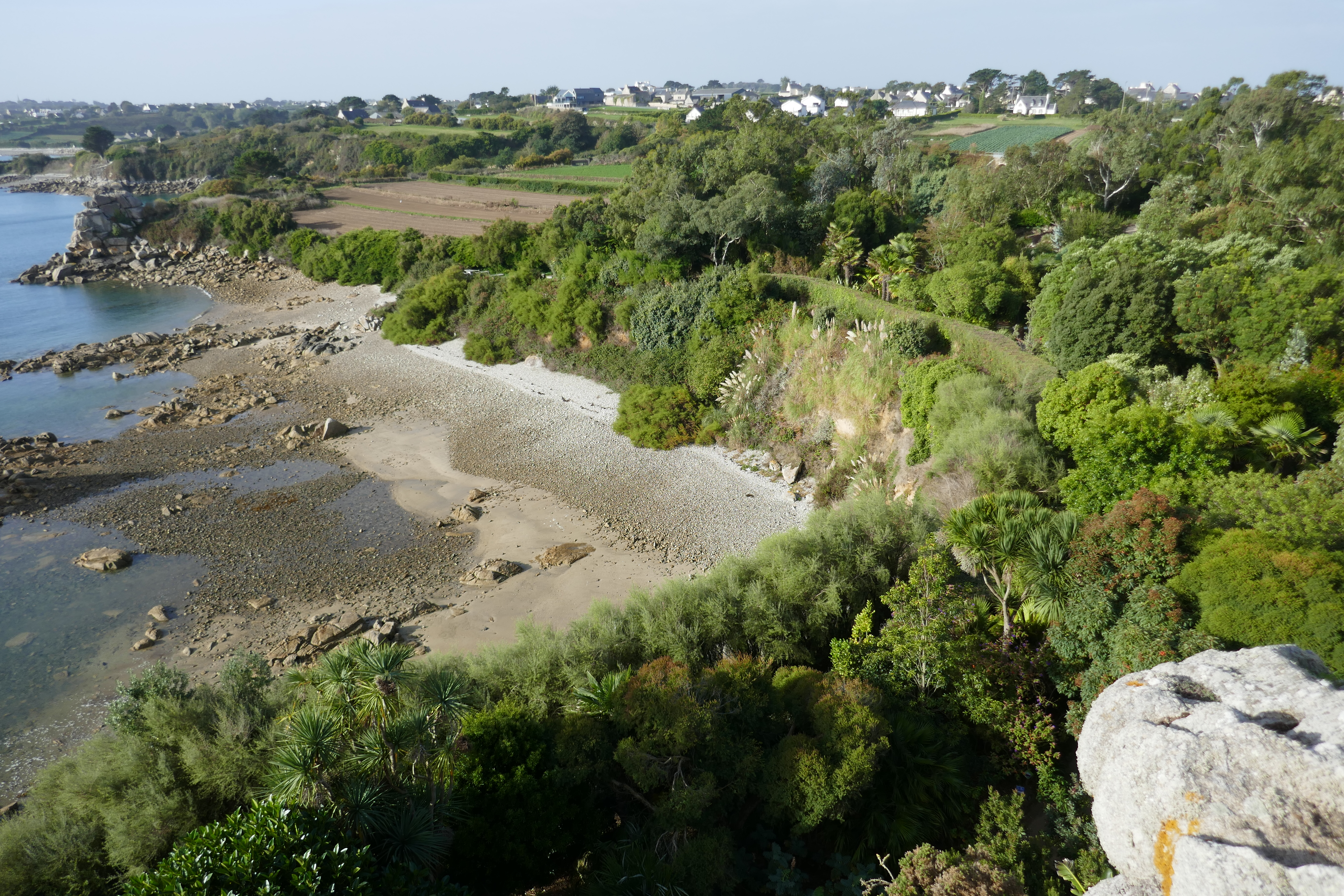
Uitzicht op de kust
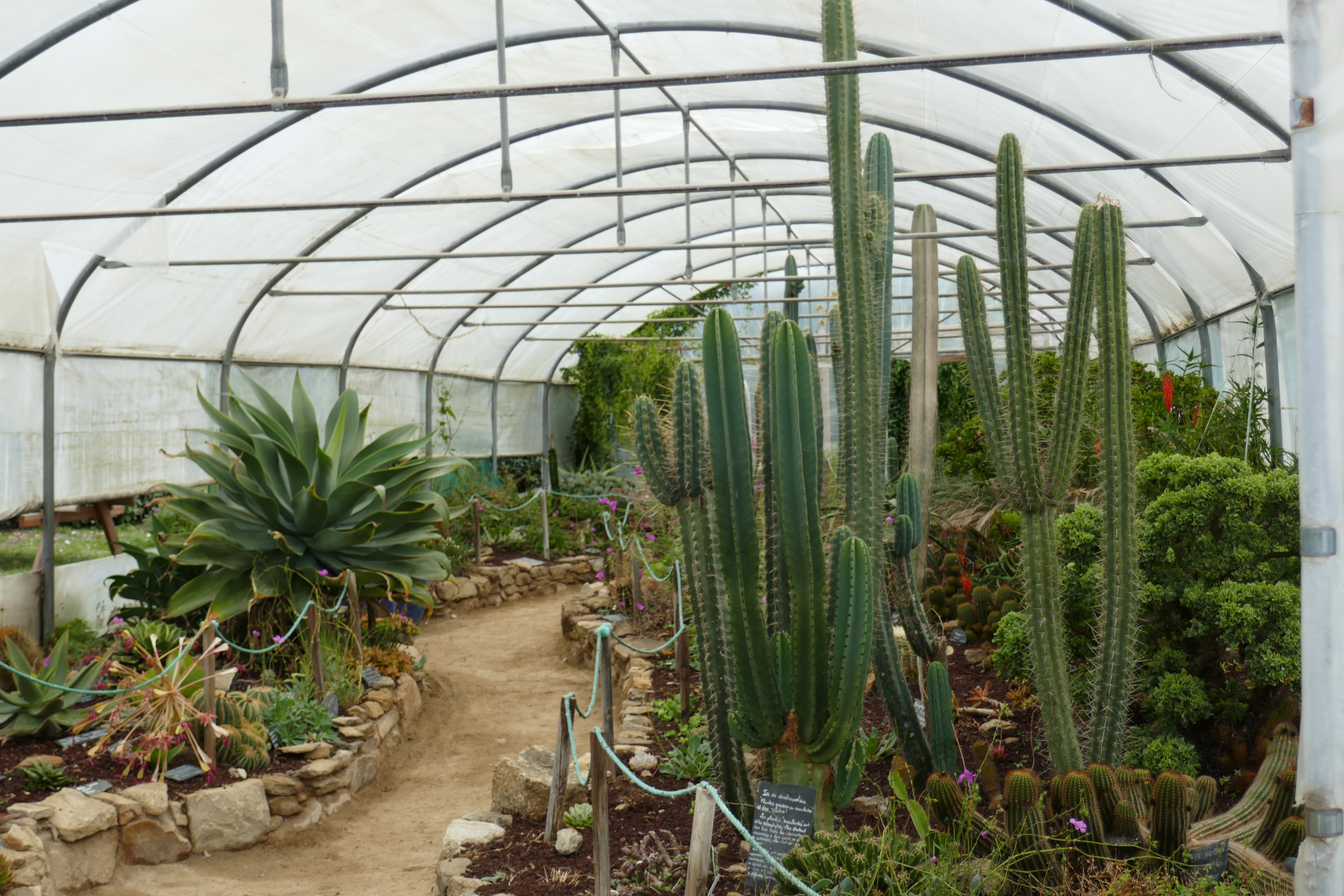
Tunnelkas
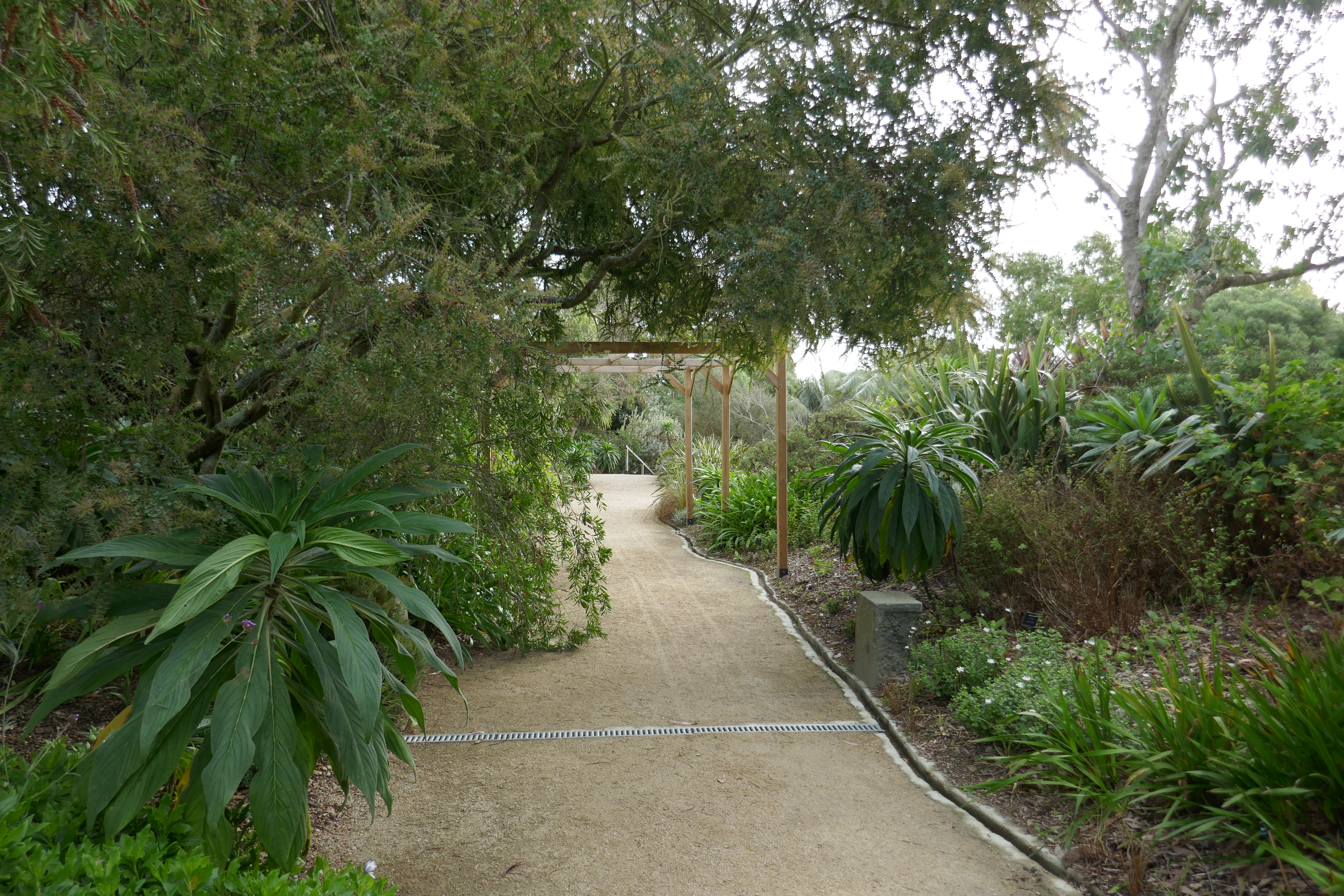
Pad door de tuin
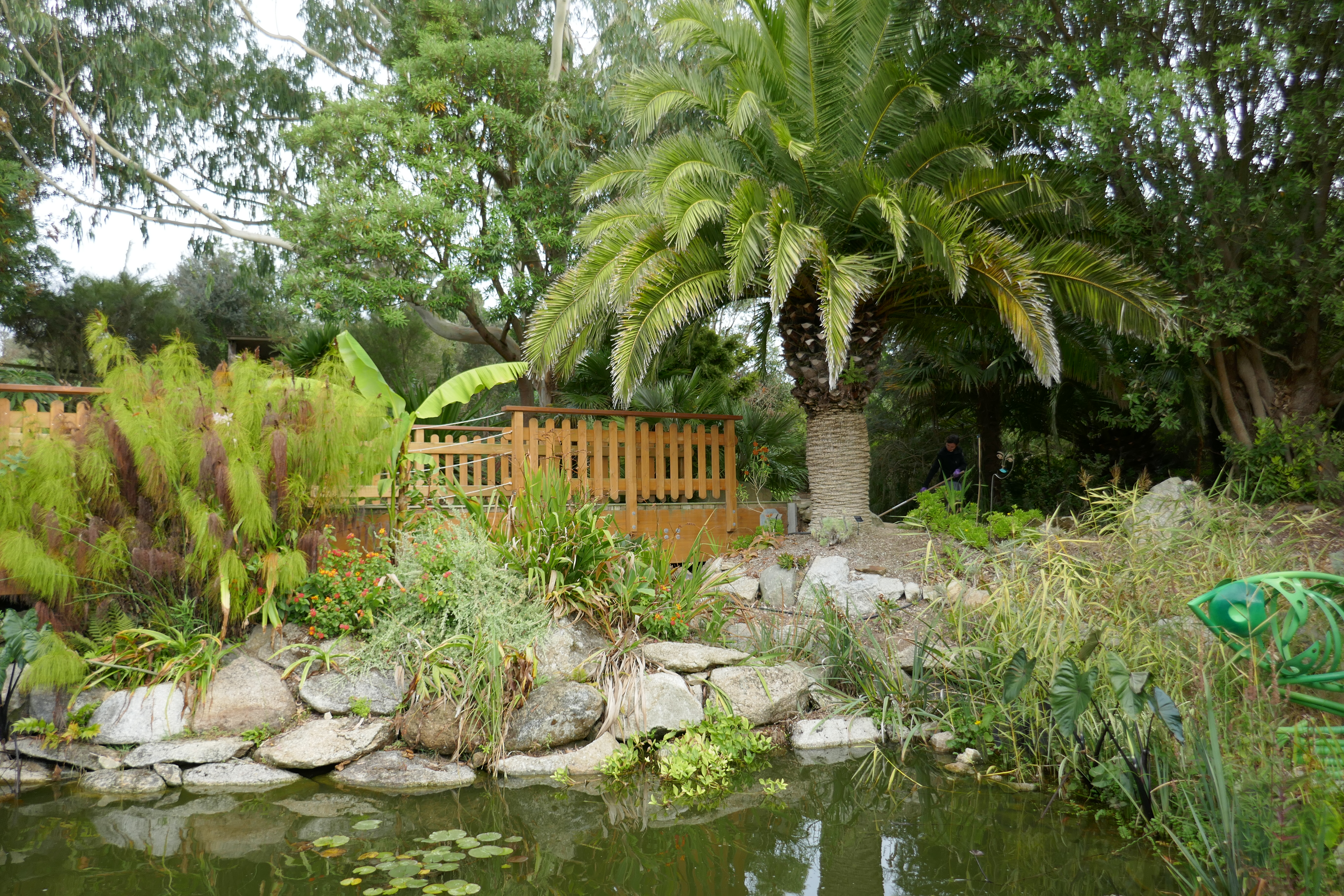
Vijver

### Planten (selectie)

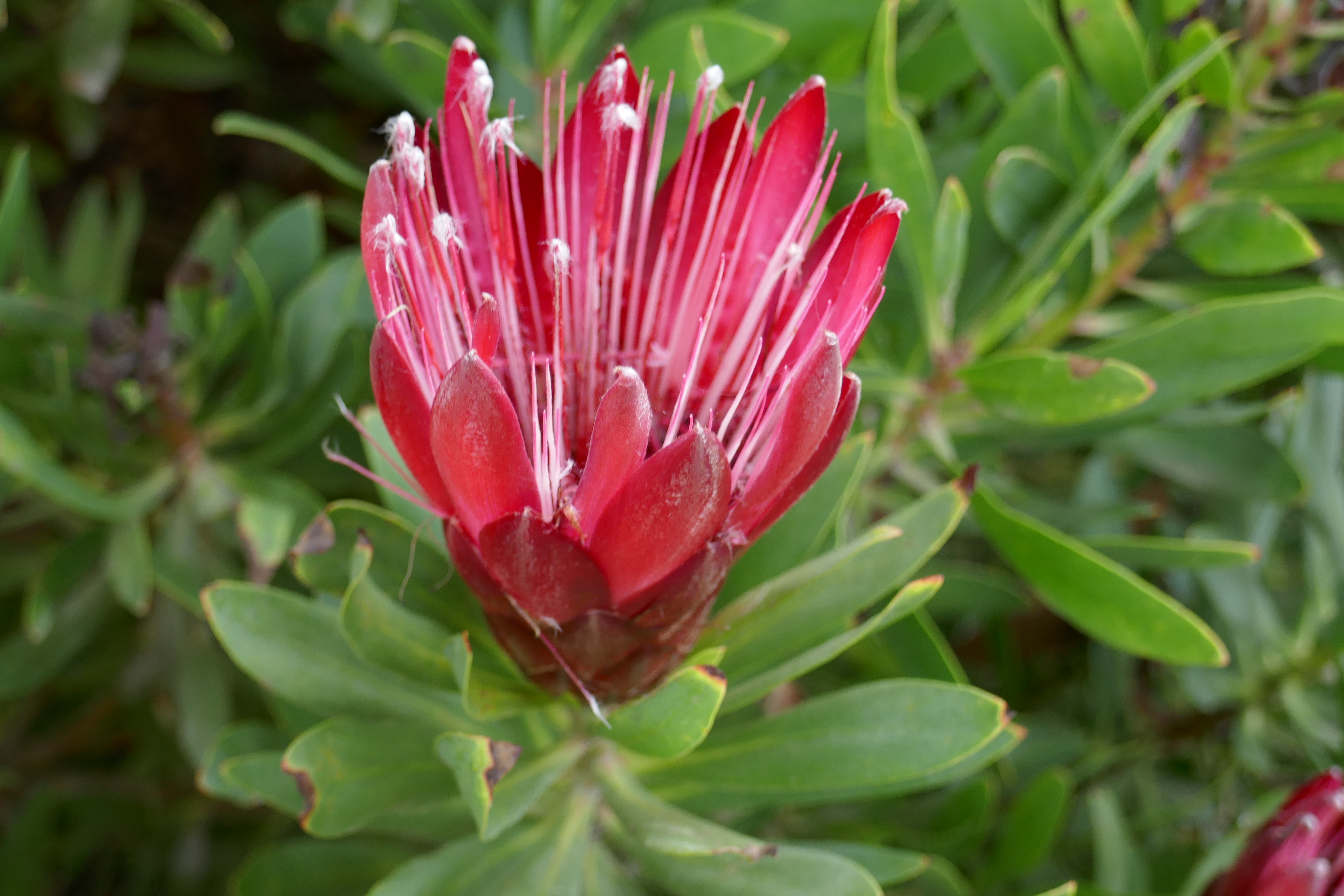
Protea 'Clark's Red'
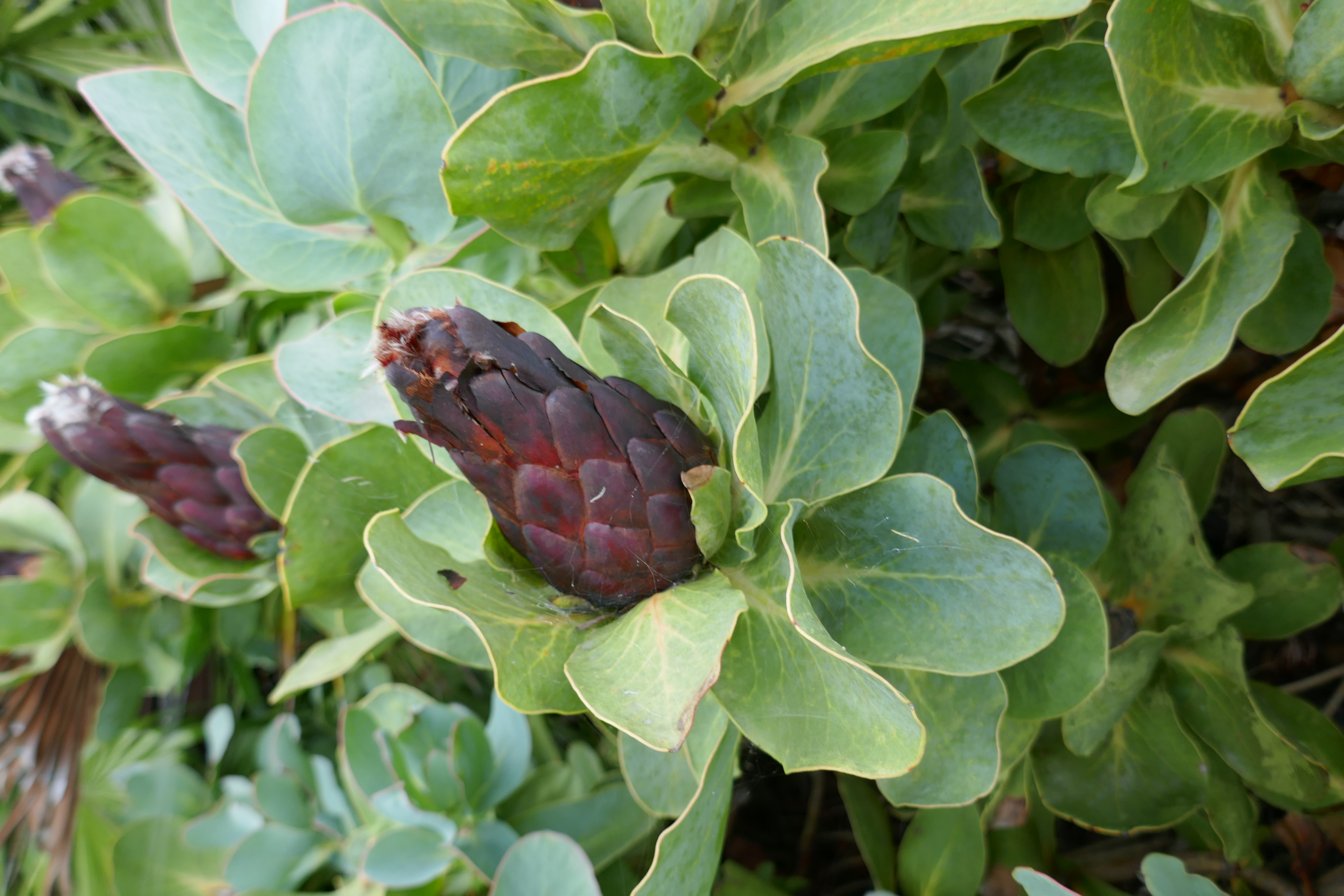
Protea grandiceps
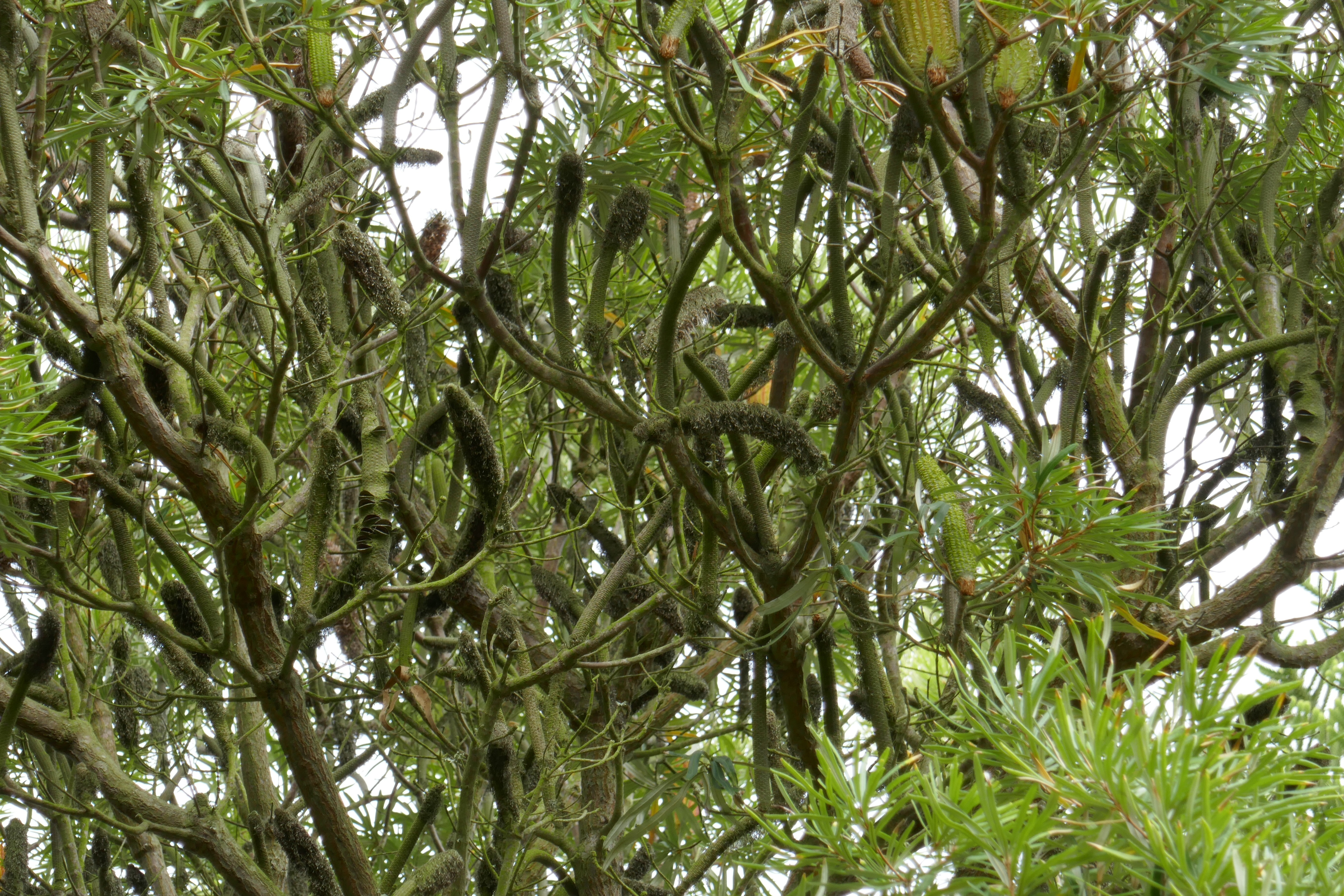
Banksia seminuda
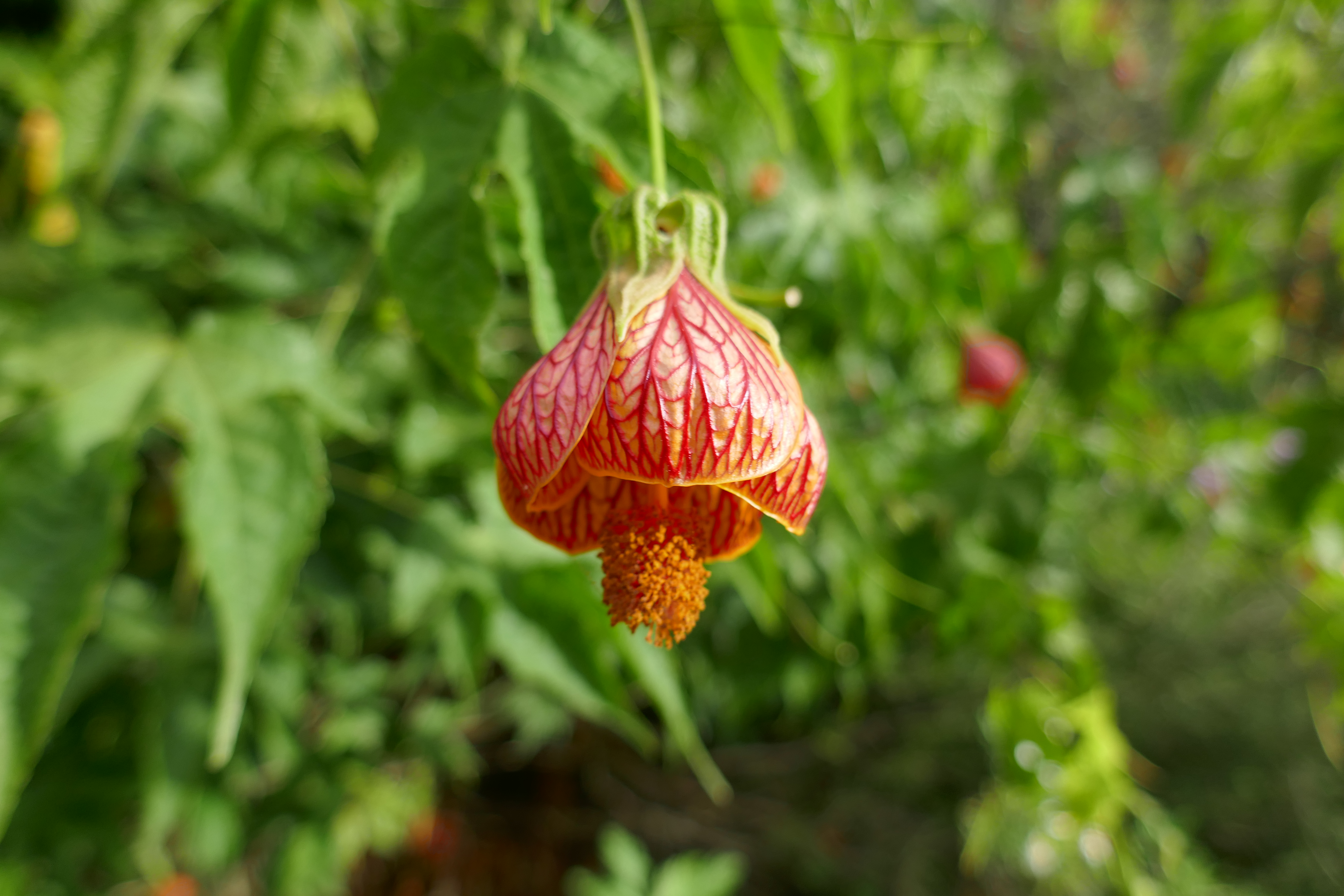
Abutilon 'Orange Glow'
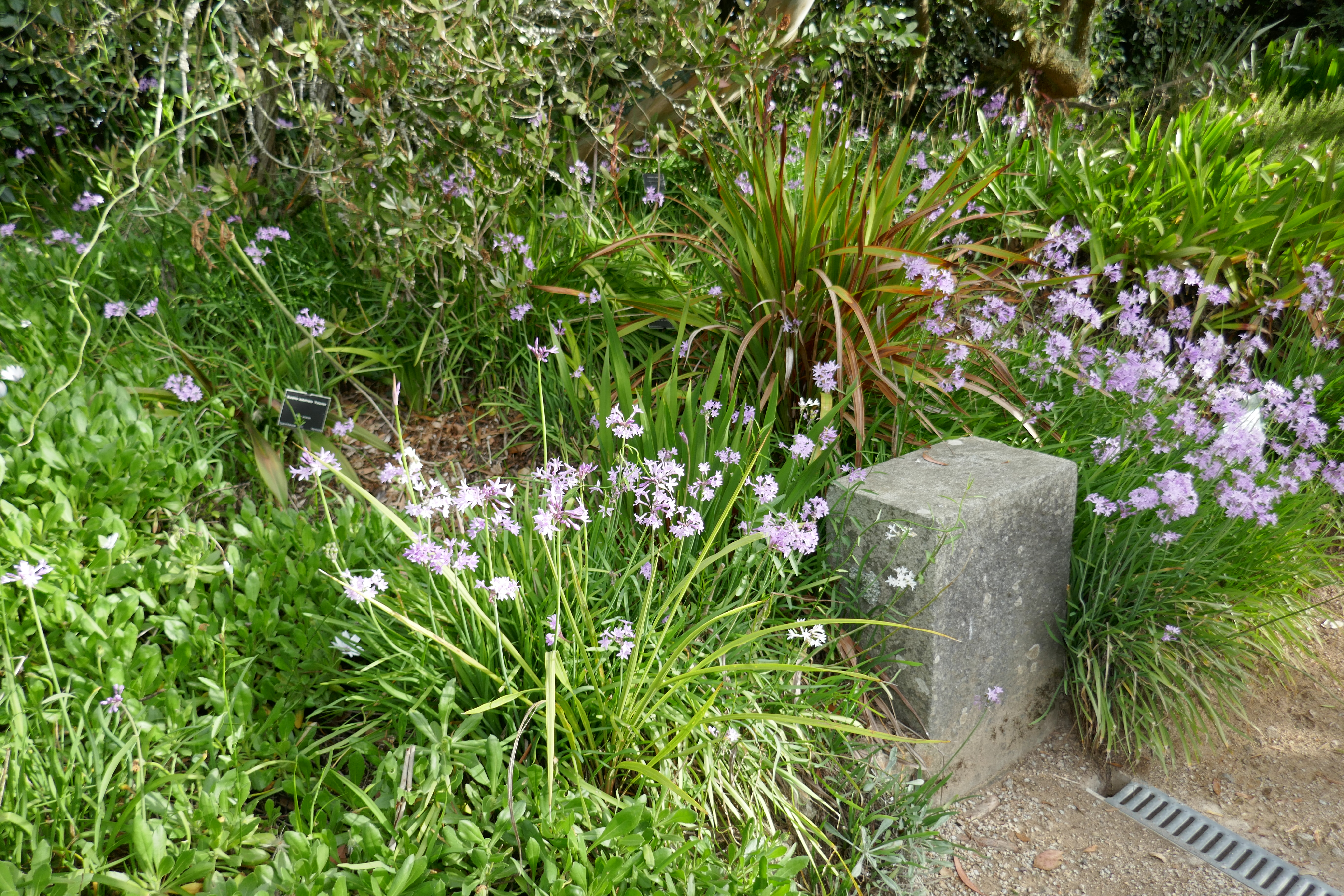
Tulbaghia violacea
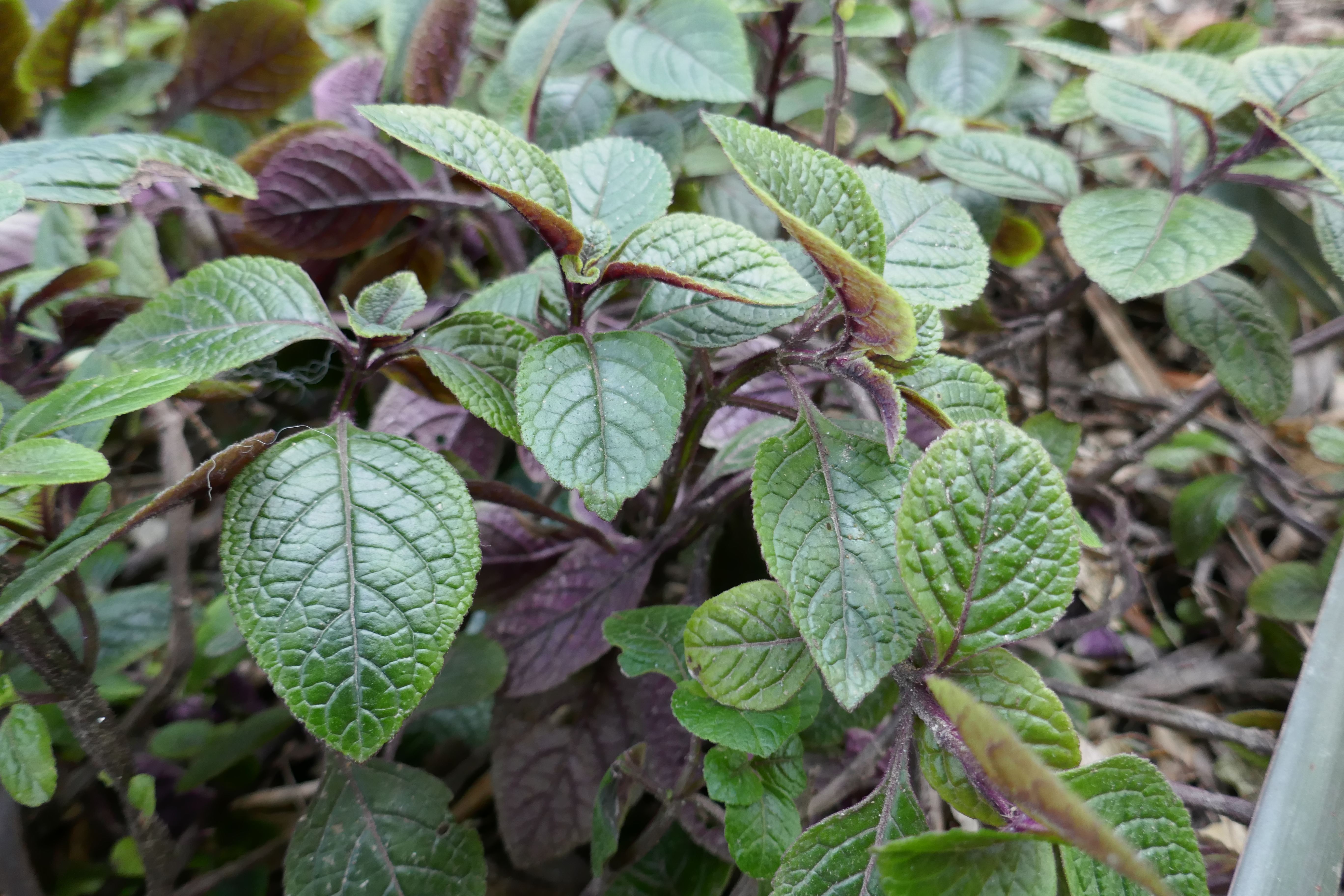
Plectrantus ciliatus
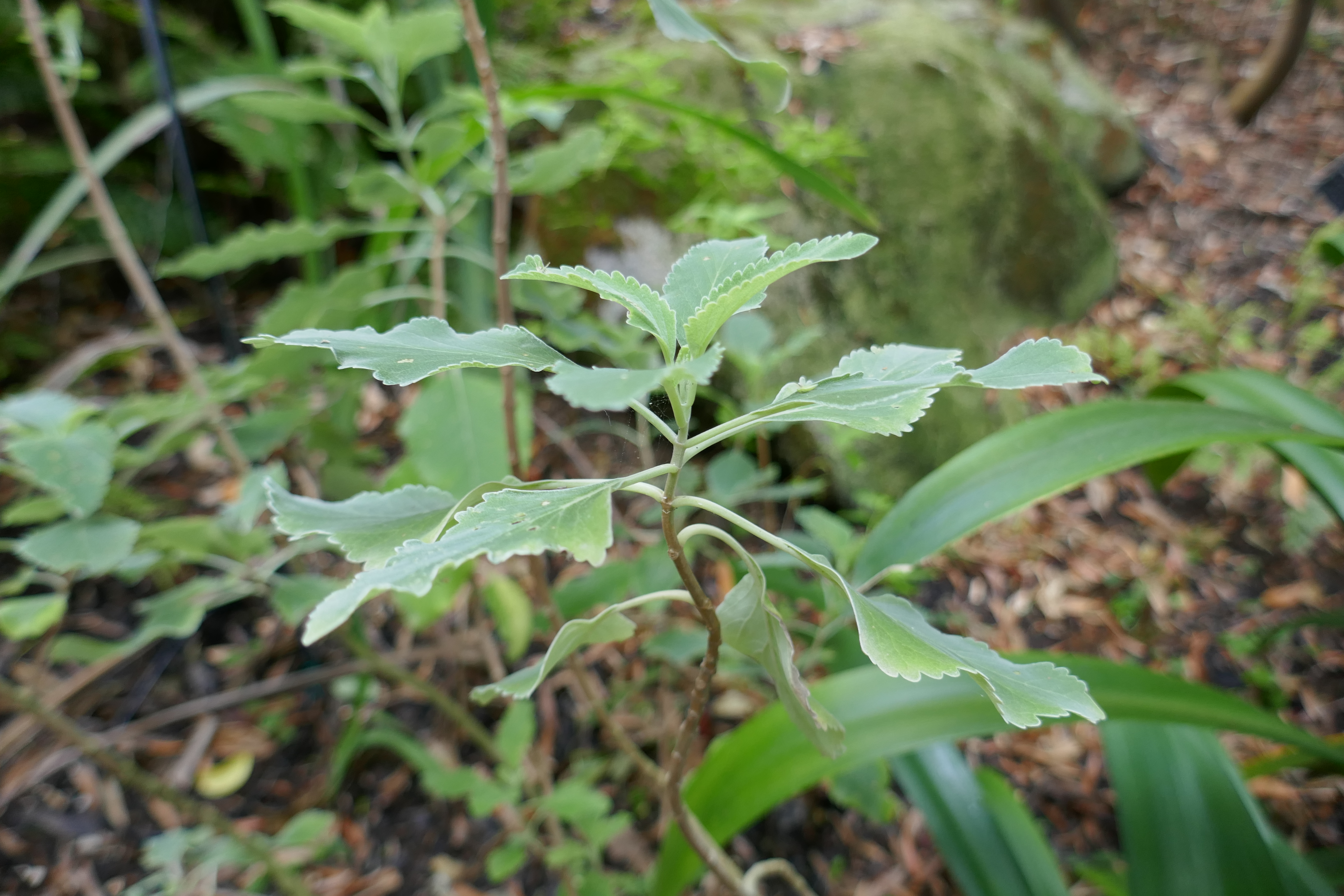
Teucrium betonicum
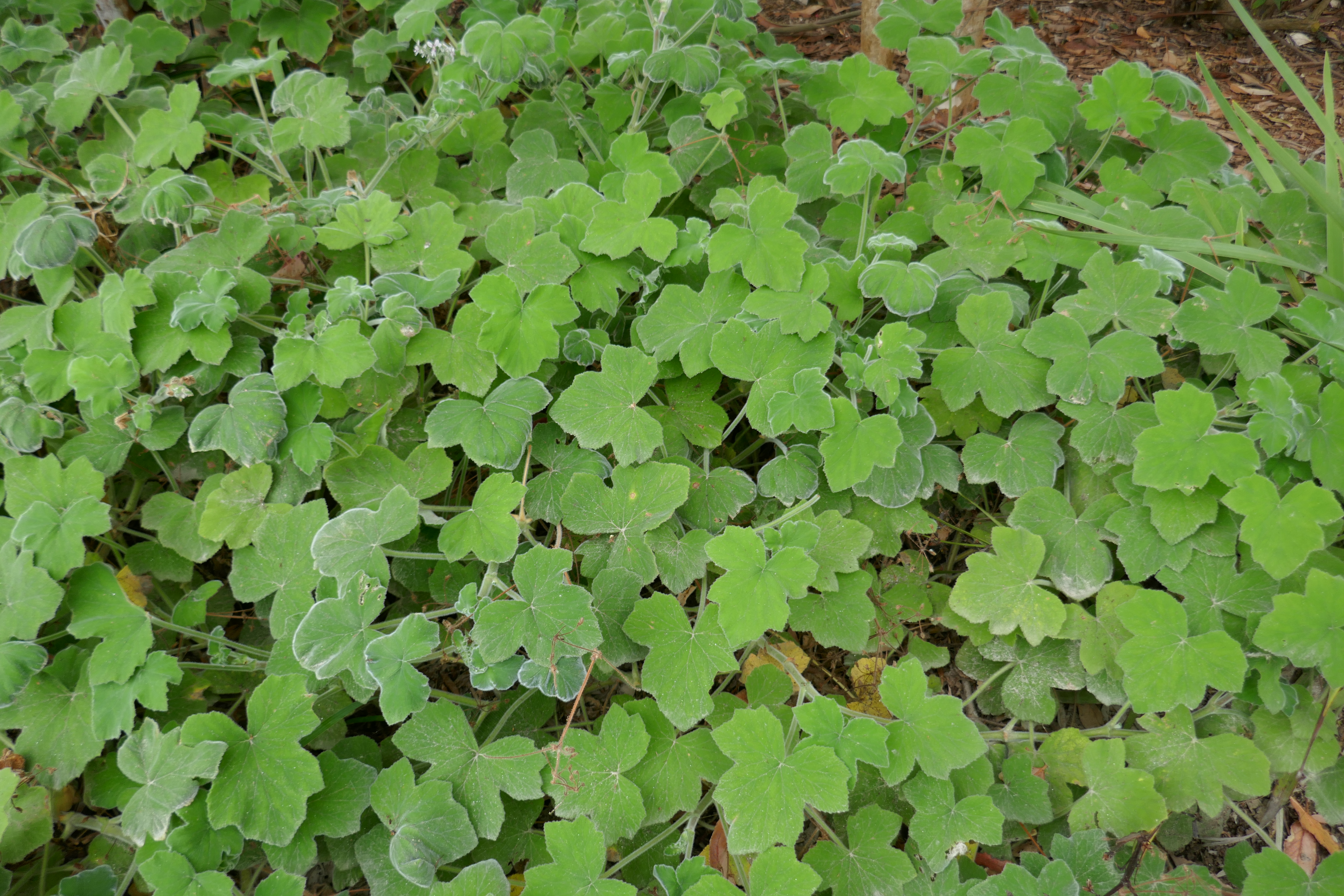
Pelargonium tomentosum